# John Tempesta
John Tempesta (New York, 26 september 1964) is een Amerikaans drummer en drumtechnicus.
Tempesta was eind jaren 80 drumtechnicus bij de band Anthrax en drumde zelf later in onder andere Exodus, Testament en Rob Zombie. Na in 2004 en 2005 in Helmet te hebben gespeeld, werd Tempesta ingehuurd om te spelen bij The Cult in 2006, waar hij in 2020 nog steeds in speelt.
In 2005 deed Tempesta mee aan de reünietour van Testament, omdat de originele drummer, Louie Clemente, al 13 jaar niet meer had opgetreden. Tempesta drumde de eerste helft van de set. Clemente nam gedurende de toer, meer nummers voor zijn rekening. Het concert in Londen werd op zowel dvd als cd uitgegeven, eind 2005.
Tempesta geeft ook regelmatig drumclinics, waarbij hij technieken demonstreert aan het (meestal kleinschalige) publiek, waar(door) vaak ook mogelijkheden zijn tot het stellen van vragen of het doen van verzoeken. Van 14 tot en met 17 april 2013 gaf Tempesta vier clinics, afwisselend in België en Nederland. De laatste was in Zwaag in Nederland. Tempesta ging vervolgens, medio 2013, weer verder met zijn bezigheden bij The Cult en projecten als Temple of the Black Moon.
Op 15 juli 2013 rondde Tempesta de drumpartijen voor het album van het nieuwe project Temple of the Black Moon af. De band (het project) bestaat uit leden van bekende (metal)bands, zoals Cradle of Filth.

## Discografie

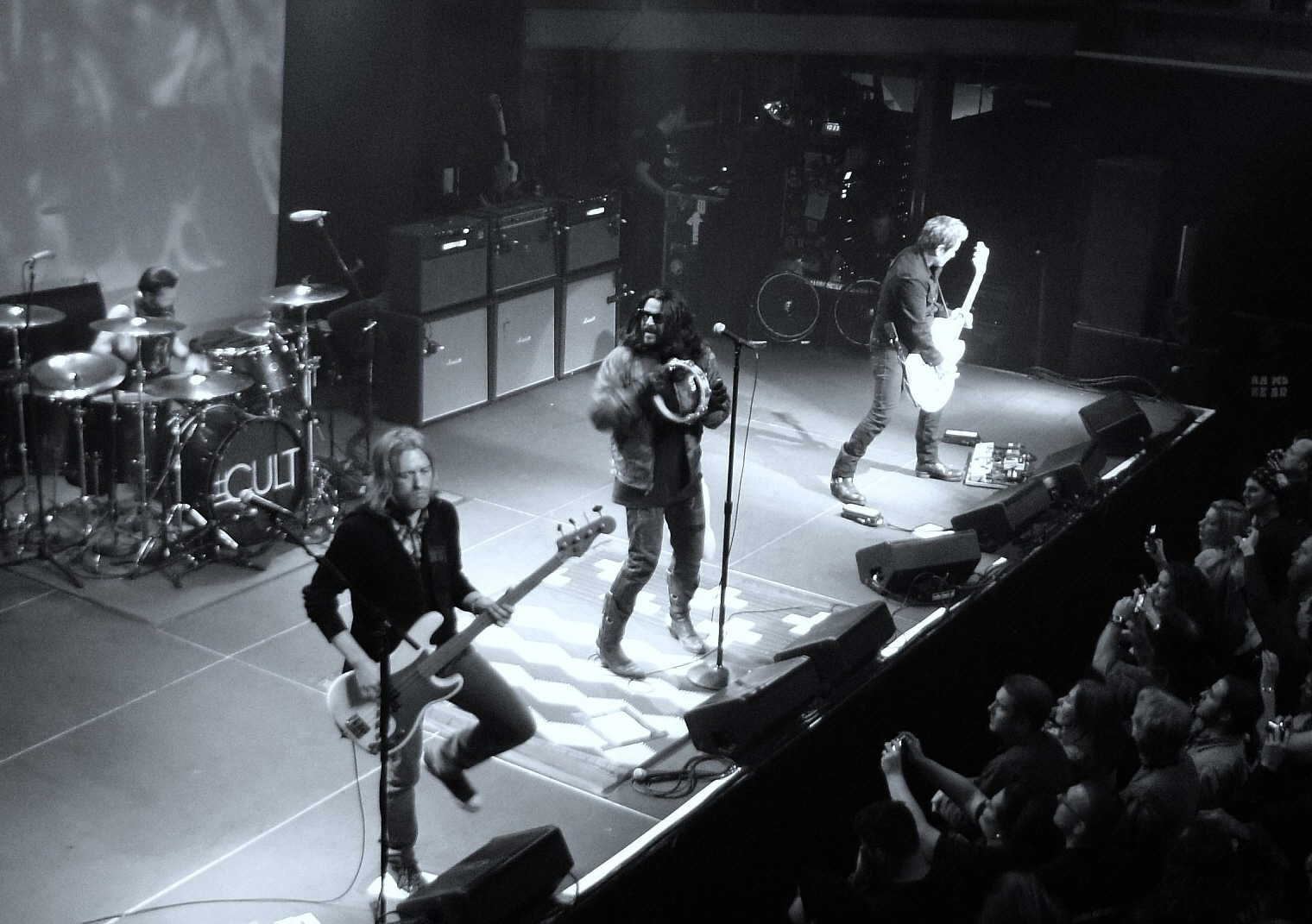
John Tempesta achter zijn drumstel, live met The Cult.

### Exodus
- Impact is Imminent (1990)
- Good Friendly Violent Fun (1991)
- Force of Habit (1992)

### Testament
- Low (1994)
- First Strike Still Deadly (2001)
- Live in London (2005)

### White Zombie
- Astro Creep:2000 (1995)

### Rob Zombie
- Hellbilly Deluxe (1998)
- The Sinister Urge (2001)
- Past, Present & Future (2003)
- The Best of Rob Zombie (2006)

### Tony Iommi
- Iommi - drums in het nummer Meat (2000)

### Helmet
- Size Matters (2004)

### Scum Of The Earth
- Blah...Blah...Blah...Love Songs for the New Millennium (2004)

### The Cult
- Born into This (2007)
- Choice of Weapon (2012)
- Hidden City (2016)

### Temple of the Black Moon
- Gelijknamig project met allerlei bekendere rock- en metalartiesten (2013)

### The Dead Daisies
- The Dead Daisies (2013/2014) (album dat zowel gratis bij een magazine als in de normale verkoop verkrijgbaar is of als download)

### Emphatic
- Another Life (2013)